# Елронд
Елронд Полувилењак је лик из Средње земље, измишљеног света аутора Џ. Р. Р. Толкина. 
Његов отац је био Ерендил, а мајка Елвинге. Рођен је 525. године Првог раздобља у уточишту код ушћа реке Сирион. Његов брат близанац је био Елрос, први краљ Нуменора. На крају Првог раздобља Елронд и Елрос имали су могућност да бирају да ли ће да деле судбину Вилењака или Људи. Елронд је изабрао судбину Вилењака, а Елрос Људи. У Другом раздобљу постао је Гил−галадов поручник, који му је при крају тог доба дао Прстен Моћи Виљу. У Трећем раздобљу настанио су у Ривенделу. У 109. години трећег раздобља оженио се Келебријаном, кћерком Келеборна и Галадријеле, са којом је имао синове близанце Еладана и Елрохира и кћерку Аруену. Елронд је 29. септембра 3021. године трећег раздобља, након Рата за прстен, напустио Средњу земљу да би отишао преко мора у Неумирућу Земљу, Валинор.